# ЈГСП Приштина
Јавно градско саобраћајно предузеће Приштина (ЈГСП Приштина) је јавни превоз у власништву града Приштине. ЈГСП је основан 1. априла 1976.

## Историја
ЈГСП Приштина је основан 1. априла 1976. године као јавно предузеће. Настао је у години наглог развоја града, када су се појавили нови квартови, а у град је стигао прилив Албанаца из суседне Народне Републике Албаније. Аутобуси из 1976. године били су присутни до 1999, када су неке од линија приватизоване. Град Приштина је 2016. године потписала уговор са ЕБРД о куповини нових аутобуса по први пут од 1976. Као део уговора, пуштен је у рад нови План одрживе урбане мобилности. Од 2018. 51 нови аутобус саобраћа на 15 линија система градског превоза, са планом да се до 2019. године реорганизује у 20 линија.
Тренутних 15 линија аутобуског превоза у граду превози око 21.600.000 путника годишње. Очекује се да ће број расти кроз израду новог Плана урбане мобилности града. Сматра се да мере предузете за смањење употребе аутомобила у граду имају добар утицај на коришћење аутобуса за становнике града, потенцијално повећавајући број корисника транспортног система.